# Grace Gabriel
Grace Gabriel Ofodile (* 25. Juni 1988) ist eine nigerianische Badmintonspielerin. 

## Karriere
Grace Gabriel gewann bei der Afrikameisterschaft 2011 sowohl Bronze im Dameneinzel als auch Bronze im Mixed mit Joseph Abah Eneojo. Bei den Afrikaspielen des gleichen Jahres wurde sie Zweite im Dameneinzel.

## Sportliche Erfolge
| Saison | Veranstaltung          | Disziplin   | Platz | Name                               |
| ------ | ---------------------- | ----------- | ----- | ---------------------------------- |
| 2011   | Afrikameisterschaft    | Dameneinzel | 3     | Grace Gabriel                      |
| 2011   | Afrikameisterschaft    | Mixed       | 3     | Joseph Abah Eneojo / Grace Gabriel |
| 2011   | Afrikaspiele           | Dameneinzel | 2     | Grace Gabriel                      |
| 2014   | Ethiopia International | Dameneinzel | 1     | Grace Gabiel                       |
| 2014   | Botswana International | Dameneinzel | 1     | Grace Gabriel                      |
| 2014   | Botswana International | Damendoppel | 1     | Elme de Villiers / Grace Gabriel   |